# 丁豪瑟魏爾湖

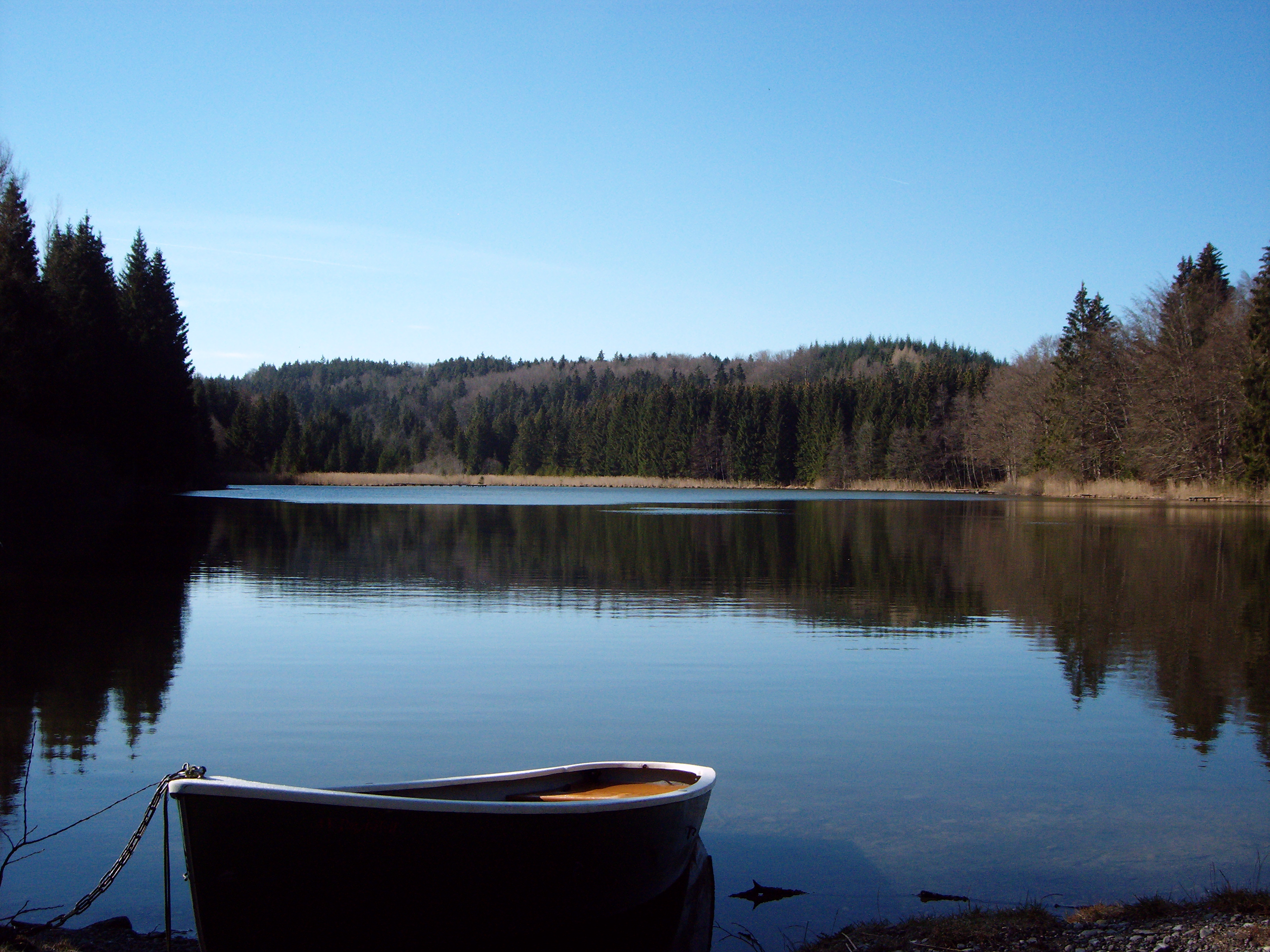
丁豪瑟魏爾湖

丁豪瑟魏爾湖（德語：Dienhauser Weiher），是德國的湖泊，位於該國東南部，由巴伐利亞州負責管轄，處於萊希河畔蘭茨貝格縣，長0.4公里、寬0.1公里，面積0.04平方公里，海拔高度750米，最大水深2.7米。